# سيلفيان دوبويه
سيلفيان دوبويه هو موزع وأستاذ جامعي وملحن بلجيكي، ولد في 9 أكتوبر 1856 في لياج في بلجيكا، وتوفي في 28 سبتمبر 1931 في بروج في بلجيكا.

## وصلات خارجية
- سيلفيان دوبويه على موقع ميوزك برينز (الإنجليزية)
- سيلفيان دوبويه على موقع ديسكوغز (الإنجليزية)
- سيلفيان دوبويه على موقع ديسكوغز (الإنجليزية)